# KBB vol.2
『KBB vol.2』は、KANA-BOONのメジャー2枚目のコンピレーション・アルバム(B面集)。2018年9月19日、Ki/oon Recordsより発売された。

## 概要
- 前作『KBB vol.1』より6ヶ月振り[注 1]のリリース。
- CDは初回生産限定盤・通常盤の2形態で発売。
- 1stシングル『盛者必衰の理、お断り』から11thシングル『バトンロード』までのカップリングを1曲ずつと、1stシングル「盛者必衰の理、お断り」の亀田誠治をプロデューサーに迎え、和楽器を大胆にフィーチャーした「おまつり」仕様の"和和和バージョン"と、新曲の「夜の窓辺から」を収録。
- 初回限定盤の特典DVDには、東名阪対バンツアー「Let’s go TAI-BAAN!!」の東京公演の模様を収録。
- 初回生産限定盤と通常盤の初回仕様には「どうでもいいオマケ019」を封入している。

## パッケージ
初回生産限定盤（KSCL-3087・3088）
- 「KANA-BOONのGO!GO!5周年！ シーズン2 東名阪 対バンツアー『Let's go TAI-BAAN!!』」LIVE映像
- CD+DVD
- どうでもいいオマケ019

通常盤（KSCL-3089）
- CD
- どうでもいいオマケ019（初回仕様のみ）

## 楽曲解説
1. Weekend
  - 9thシングル『Wake up』カップリング曲
  - スマートフォンアプリ『白猫テニス』CMソング
2. ミミック
  - 2ndシングル『結晶星』カップリング曲
3. watch!!
  - 6thシングル『なんでもねだり』カップリング曲
4. ワカラズヤ
  - 5thシングル『シルエット』カップリング曲
5. ワンダーソング
  - 11thシングル『バトンロード』カップリング曲
6. 君を浮かべて
  - 10thシングル『Fighter』カップリング曲
  - 日本赤十字社「はたちの献血」CMソング
7. 街色
  - 7thシングル『ダイバー』カップリング曲
8. 日は落ち、また繰り返す
  - 4thシングル『生きてゆく』カップリング曲
9. レピドシレン
  - 3rdシングル『フルドライブ』カップリング曲
10. かけぬけて
  - 1stシングル『盛者必衰の理、お断り』カップリング曲
11. ぬけがら
  - シナリオアートとのスプリット・シングル『talking/ナナヒツジ』初回盤A・通常盤カップリング曲
12. 夜の窓辺から
  - 新曲
13. 盛者必衰の理、お断り (和和和 version)
  - 1stシングル『盛者必衰の理、お断り』を亀田誠治をプロデューサーに迎え、和楽器を大胆にフィーチャーした新録バージョン

## 収録曲
CD
| 全作詞・作曲: 谷口鮪、全編曲: KANA-BOON（※特記以外）。 |                                                            |        |            |      |
| #                                                      | タイトル                                                   | 作詞   | 作曲・編曲 | 時間 |
| 1.                                                     | 「Weekend」                                                | 谷口鮪 | 谷口鮪     | 3:17 |
| 2.                                                     | 「ミミック」                                               | 谷口鮪 | 谷口鮪     | 3:29 |
| 3.                                                     | 「watch!!」                                                | 谷口鮪 | 谷口鮪     | 3:41 |
| 4.                                                     | 「ワカラズヤ」                                             | 谷口鮪 | 谷口鮪     | 3:47 |
| 5.                                                     | 「ワンダーソング」                                         | 谷口鮪 | 谷口鮪     | 2:09 |
| 6.                                                     | 「君を浮かべて」                                           | 谷口鮪 | 谷口鮪     | 5:12 |
| 7.                                                     | 「街色」                                                   | 谷口鮪 | 谷口鮪     | 4:17 |
| 8.                                                     | 「日は落ち、また繰り返す」                                 | 谷口鮪 | 谷口鮪     | 4:03 |
| 9.                                                     | 「レピドシレン」                                           | 谷口鮪 | 谷口鮪     | 3:17 |
| 10.                                                    | 「かけぬけて」                                             | 谷口鮪 | 谷口鮪     | 4:58 |
| 11.                                                    | 「ぬけがら」                                               | 谷口鮪 | 谷口鮪     | 3:55 |
| 12.                                                    | 「夜の窓辺から」                                           | 谷口鮪 | 谷口鮪     | 5:31 |
| 13.                                                    | 「盛者必衰の理、お断り (和和和 version)」(※編曲: 亀田誠治) | 谷口鮪 | 谷口鮪     | 4:36 |
| 合計時間:                                              | 合計時間:                                                  | 52:12  |            |      |

初回生産限定盤DVD
| #   | タイトル                                 | 作詞 | 作曲・編曲 |
| --- | ---------------------------------------- | ---- | ---------- |
| 1.  | 「- Introduction -」                     |      |            |
| 2.  | 「シルエット」                           |      |            |
| 3.  | 「ディストラクションビートミュージック」 |      |            |
| 4.  | 「アスター」                             |      |            |
| 5.  | 「涙」                                   |      |            |
| 6.  | 「Wake up」                              |      |            |
| 7.  | 「夏蝉の音」                             |      |            |
| 8.  | 「盛者必衰の理、お断り」                 |      |            |
| 9.  | 「フルドライブ」                         |      |            |
| 10. | 「君という花」                           |      |            |
| 11. | 「バトンロード」                         |      |            |